# Ga Huế

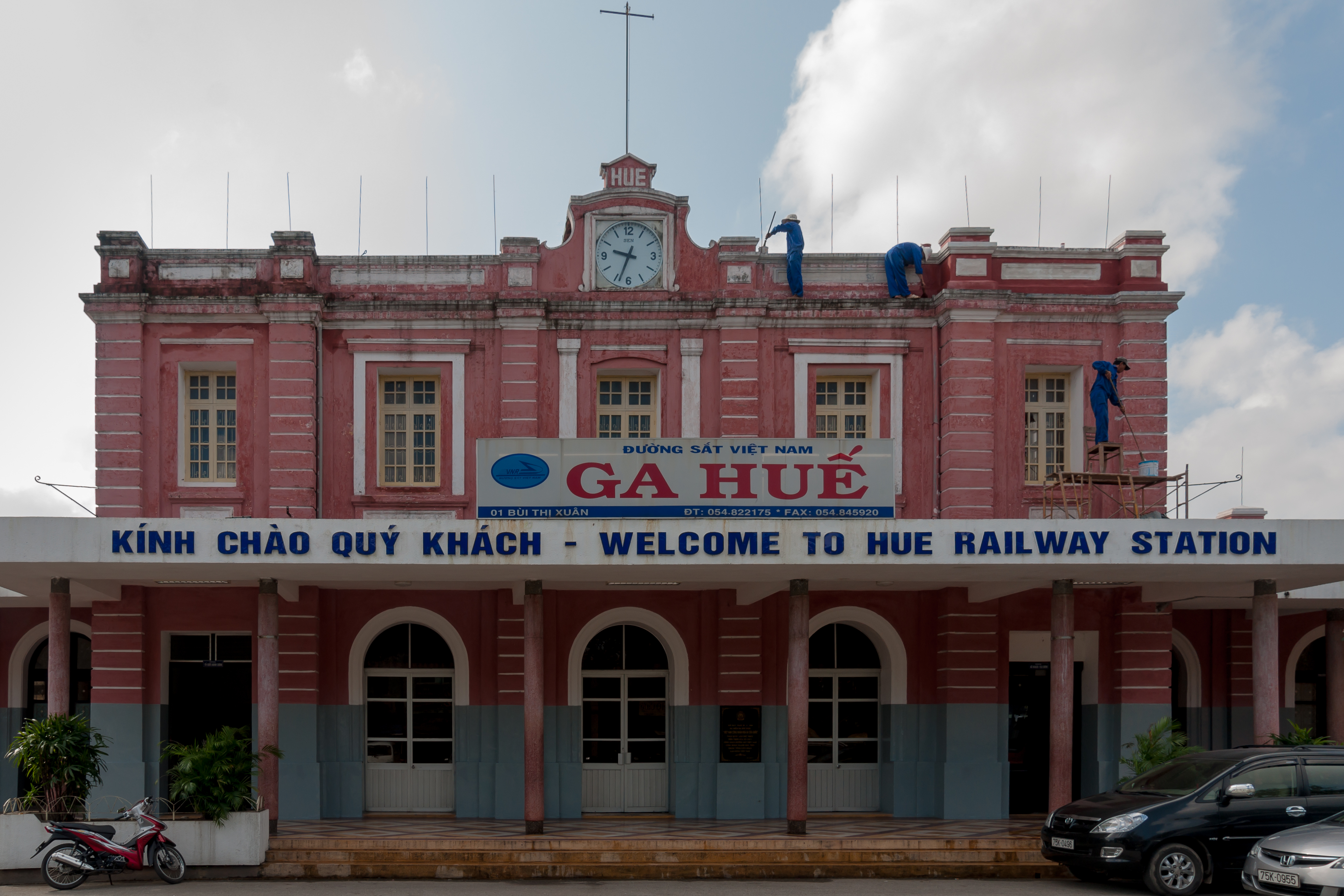
Nhà ga

Ga Huế là một nhà ga chính trên tuyến đường sắt Bắc Nam. Ga tọa lạc tại phường Thuận Hóa, thành phố Huế. Ga Huế được người Pháp cho xây năm 1908. Tên cũ là "Ga Trường Súng". Ga Huế cách có khoảng cách 66 km về phía nam ga Đông Hà, 166 km về phía nam ga Đồng Hới và 100 km về phía bắc ga Đà Nẵng. Lý trình 688+320.

## Lịch sử
Năm 1908, ga được người Pháp cho xây dựng với cái tên là ga Trường Súng và là một nhà ga trên tuyến đường sắt Đông Hà - Đà Nẵng.Sau cuộc khởi nghĩa không thành năm 1916,Vua Duy Tân đã bị đưa lên ga Huế để bắt đầu cuộc đày ải sang đảo Réunion thuộc Pháp.Vào ngày 25/2/1946, đã diễn ra hội nghị "Việt Nam Công nhân Hỏa xa Cứu quốc" toàn quốc lần thứ nhất, sáng lập ra tiền thân của Tổ chức Công đoàn Đường sắt Việt Nam, công đoàn ngành đầu tiên thuộc Tổng Liên đoàn Lao động Việt Nam.Sau Hiệp định Geneve 1954, đường sắt Bắc - Nam bị chia cắt cùng đất nước, ga Huế chủ yếu chỉ còn phục vụ các chuyến tàu quân sự.Sau ngày 30/4/1975, đường sắt Bắc Nam đã được khơi thông. Cuối năm 1976 hai đoàn tàu Thống Nhất xuất phát từ Hà Nội và TP HCM. Chuyến tàu đi từ Hà Nội đến ga Huế lúc 7h20 ngày 2/1/1977 và cùng ngày chuyến tàu đi từ TP HCM đến Huế lúc 17h06.Ngày nay, ga Huế là một nhà ga chính trên tuyến đường sắt Bắc Nam.

## Nghệ thuật
Ga Huế đã được hai nhà thơ tài danh tiền chiến (Tế Hanh và Nguyễn Bính) đưa tên vào trong kho tàng thi ca Việt Nam.Vào năm 1938, Tế Hanh - chàng học sinh Trường Quốc Học Huế - thích đến ga Huế ngắm những đoàn tàu Bắc Nam đến rồi đi, bỗng ngẫu hứng làm bài thơ đầu tay Những ngày nghỉ học.Nhà thơ "chân quê" lừng danh là Nguyễn Bính, trên bước đường phiêu bạt giang hồ từ Bắc vào Nam, khi dừng chân tại Huế, ông đã để lại cho đời hai bài thơ: Xóm Ngự Viên và Những bóng người trên sân ga
Trong kho tàng ca dao, hò ru con, dân ca Huế cũng có một số tác phẩm khuyết danh ra đời vào đầu thế kỷ XX, lấy cảm hứng từ nhà ga Huế.

## Du lịch
Hiện nay, theo nguồn tin của Sở Du lịch Thừa Thiên Huế: Khách du lịch nước ngoài đến Huế hàng năm đều tăng hơn 66,7%, trong số đó, nhiều nhất là khách Hàn Quốc; lượng khách Mỹ, Pháp, Anh, Nhật vẫn ổn định. Đặc biệt, tour giữa hai cố đô (Huế và Tràng An) luôn được khách nước ngoài lựa chọn và hơn 90% trong số đó đều chọn phương tiện đường sắt Nam Bắc hay ngược lại.

## Các tuyến
- Đường sắt Bắc Nam